# Loxosceles gaucho
Loxosceles gaucho là một loài nhện trong họ Sicariidae.
Loài này thuộc chi Loxosceles. Loxosceles gaucho được miêu tả năm 1967 bởi Gertsch.